# 445年
| 千纪： | 1千纪                                                                                           |
| 世纪： | 4世纪 \| 5世纪 \| 6世纪                                                                         |
| 年代： | 410年代 \| 420年代 \| 430年代 \| 440年代 \| 450年代 \| 460年代 \| 470年代                       |
| 年份： | 440年 \| 441年 \| 442年 \| 443年 \| 444年 \| 445年 \| 446年 \| 447年 \| 448年 \| 449年 \| 450年 |
| 纪年： | 乙酉年（鸡年）；北魏太平真君六年；南朝宋元嘉二十二年；高昌北凉承平三年                          |

## 大事记
- 東羅馬帝國狄奧多西二世遣使亞納多留斯向匈人帝國求和，支付鉅額贖金後布列達、阿提拉撤兵回內陸地區，途中布列達遭其弟阿提拉殺害，阿提拉單獨統治匈人帝國。
- 蓋吳起義，盧水胡（匈奴的一支）人蓋吳聚眾依附南朝宋反北魏。
- 太子詹事范曄、员外散骑侍郎孔熙先等人被告發圖謀擁立刘义康，皆以謀反被誅，劉義康亦被牽連而遭废为庶人。

## 逝世
- 范曄，南朝劉宋政治家，歷史學家，《後漢書》作者。
- 范遙
- 范藹
- 范叔蔞
- 孔熙先，孔子後裔， 南朝宋人，奉圣亭侯孔隐之之侄。
- 孔休先
- 孔景先
- 孔思先
- 孔桂甫
- 孔白民
- 布列達，匈人王子蒙祖克之子，434年以來與其弟阿提拉為匈人共治君主。